# معركة الربذة
مَعْرَكَةُ الرُبذة وهي معركة وقعت في شهر رمضان عام 65 هـ في منطقة الربذة شرق المدينة المنورة بين قوات عبد الله بن الزبير بقيادة الحنتف بن السجف التميمي وبين الجيش الأموي الذي بعثه مروان بن الحكم بقيادة حبيش بن دلجة للاستيلاء على الحجاز، وانتهت بانتصار كبير لقوات ابن الزبير ومقتل أكثر الجيش الأموي وعلى رأسهم أميرهم حبيش بن دلجة وقتل معه عبيد الله بن الحكم شقيق مروان بن الحكم وهرب الحجاج بن يوسف وأبوه إلى الشام وكانا مع حبيش.

## المعركة
بعد انتصار مروان بن الحكم على الضحاك بن قيس الفهري في معركة مرج راهط وسيطرته على بلاد الشام ثم على الديار المصرية طمع في السيطرة على الحجاز، فقام بتجهيز جيشٍ بلغ تعداده أكثر من ستة ألاف مقاتل وولى عليه حبيش بن دلجة القيني أحد زُعماء قبيلة قضاعة وجعل معه أخوه عبيد الله بن الحكم الأموي ومعهما الحجاج بن يوسف الثقفي وأبوه يوسف بن الحكم وذلك في عام 65 هـ. وذكر البلاذري عن الهيثم بن عدي قال: «وجه مَرْوَان عُبَيْد اللَّهِ بْن الحكم أخاه مَعَ حبيش، وَقَالَ: إِن حدث بحبيش حدث فأنت عَلَى الجيش.».
ولما وصلت تلك الأنباء إلى مسامع عبد الله بن الزبير الذي كان يسيطر على بلاد الحجاز، أمر بالنفير العام، وكتب إلى ولاته على العراق يأمرهم بتوجيه جيشٍ لملاقاة جيش أهل الشام فقاموا بتجيهز جيشٍ من ثلاثة ألاف مقاتل وعليهم الحنتف بن السجف التميمي.
وإحتل جيش أهل الشام وادي القرى ثم تابعوا المسير حتى بلغوا المدينة المنورة فهرب عامل ابن الزبير عليها، ودخلها الشاميون بدون قتال، وصعد أمير جيش أهل الشام حبيش بن دلجة منبر مسجد رسول الله ﷺ وأخذ يشتم أهل المدينة لوقوفهم مع ابن الزبير ضد الأمويين، وكان يأكل التمر، ويحذف أهل المدينة بالنوى. قال سبط ابن الجوزي: «كان حبيش بن دلجة أول من أكل على منبر رسول الله صلى الله عليه وسلم.».
وبلغ حبيش بن دلجة وهو في المدينة اقتراب الحنتف بن السجف، فأشار عليه أصحابه أن لا يلقاه في المدينة فيعينه أهل المدينة عليهم ويأتيه مدد ابن الزبير، فجمع حبيش أصحابه وقواهم بالسلاح والعدة، وسار للقاء الحنتف بن السجف خارج المدينة وأستخلف على المدينة رجلاً من أهل الشام اسمه ثعلبة، والتقى الطرفين عند الربذة شرق المدينة المنورة (بـ 170 كم) وكان الحنتف قد وردها قبل ابن دلجة وأهل الشام بيوم، وجعل ألف فارس من قواته كميناً وعليهم رجل من قومه بني تميم اسمه رباح، فجعل حبيش بن دلجة يدعو إلى طاعة مروان بن الحكم، والحنتف بن السجف يدعو إلى طاعة عبد الله بن الزبير، فقتتل الطرفين قتالاً شديداً، وكان الظفر أولاً لأهل الشام، ثم خرج كمين الحنتف يقودهم رباح التميمي على أهل الشام وأحاط بهم جيش الحنتف من جهتين فصاروا محاصرين، فأنهزم أهل الشام وقتل حبيش بن دلجة وأكثر أصحابه وأسر أكثر من خمسمائة رجل منهم، ولم يفلت منهم إلا القليل، وقتل عبيد الله بن الحكم شقيق مروان بن الحكم وقتل عبد الله بن مروان بن الحكم وأستطاع الحجاج بن يوسف وأبوه الفرار والنجأة، وكان الحجاج يقول: ما أقبح الهزيمة، كنت وأبي في جيش حبيش بن دلجة فانهزمنا وركضنا ثلاثين ميلاً حتى قام الفرس، وإنه ليخيل إلينا أن رماح القوم في أكتافنا.
قال نهار بن توسعة يهجو الحجاج وأبوه وكان لواء أهل الشام مع يوسف الثقفي والد الحجاج:
وقدم الحنتف بن السجف بالأسرى إلى المدينة فتطلع إليه أهل المدينة واستبشروا به خيراً، وجعل قوم من أهل المدينة يقولون ليس الحنتف بل هو الحتف أي الموت، وهرب ثعلبة الشامي خليفة ابن دلجة على المدينة لما بلغته أنباء هزيمة أهل الشام ويقال أن أهل المدينة طردوه لما بلغهم انتصار الحنتف بن السجف. وبعث عبد الله بن الزبير أخاه مصعب بن الزبير إلى المدينة فقتل الأسرى. قال الحنتف بن السجف بعد أنتصاره على أهل الشام في هذه الوقعة :
يعني معركة مرج راهط. قال ابن حبيب: «وصلب الحَنتف بن السِجْف التميمي حبيش بن دُلَجة القيني بالربذة، وكان عامل مروان على المدينة، وابن الزبير بمكة، فالتقى هو والحنتف بالربذة فقتله وفض جيشه، وعبد الله إذ ذاك محصور بمكة الحصار الأول».